# Pitfall: The Mayan Adventure
Pitfall: The Mayan Adventure – komputerowa gra platformowa wydana w 1994 roku na konsolę Super Nintendo Entertainment System i Sega CD przez Activision. Została następnie przeportowana na Sega Mega Drive (1994), Sega 32X (1995), Atari Jaguar (1995), PC (1995) i Game Boy Advance (2001) wydana przez Majesco Entertainment. Pitfall: The Mayan Adventure był również pierwszą komercyjną grą wydaną dla Windows 95.
Gra zawiera w sobie również oryginalną wersję Pitfall! z Atari 2600, dostępna jest ona jako ukryta funkcja w grze.